# Richard Erben

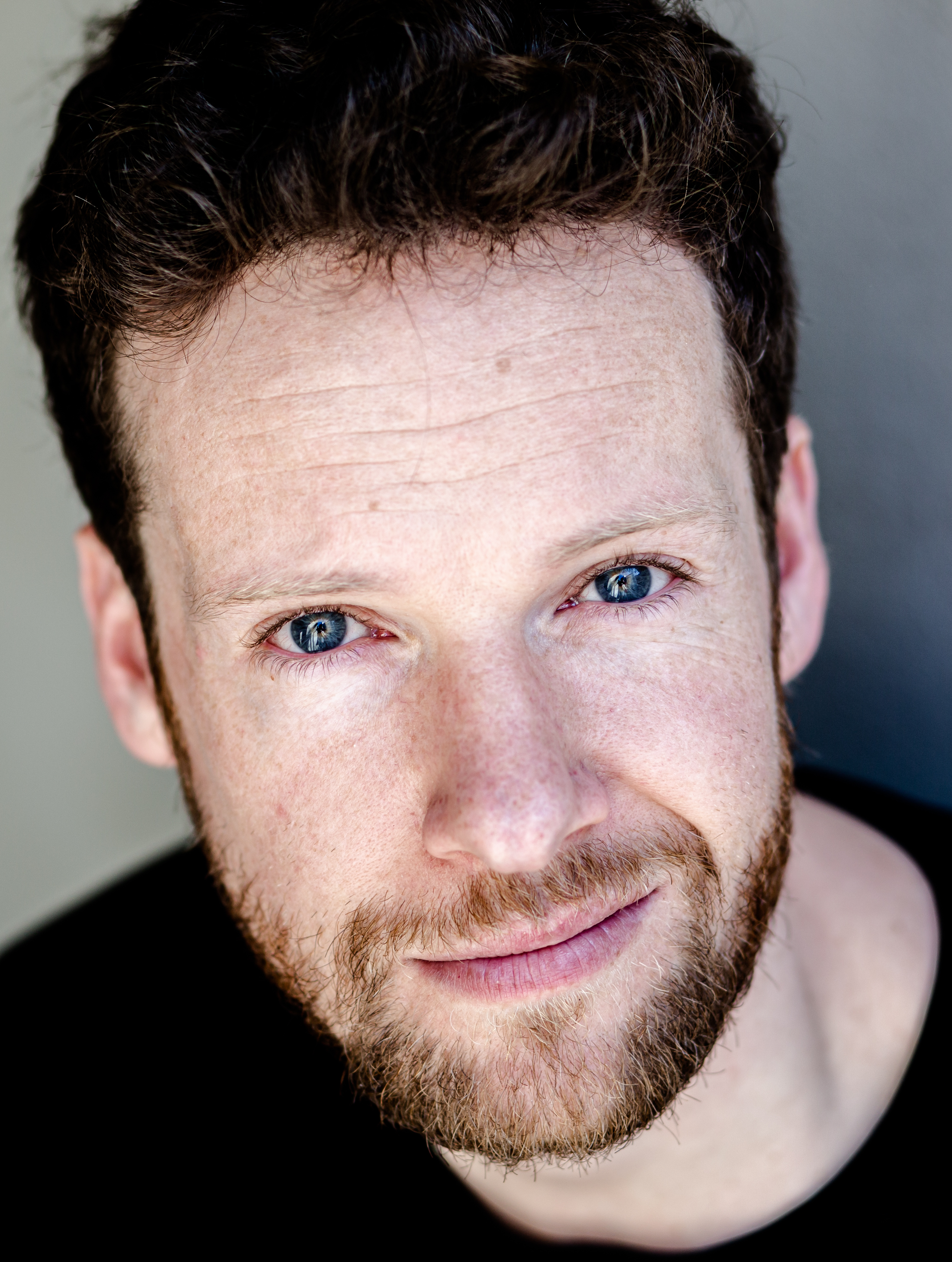
Richard Erben 2021

Richard Erben (* 28. Februar 1987 in Ludwigslust) ist ein deutscher Schauspieler.

## Leben
Erben stand mit 16 Jahren am Kinder- und Jugendtheater Murkelbühne zum ersten Mal auf der Bühne, unter anderem als Valerio in Leonce und Lena. Von 2007 bis 2011 studierte er Schauspiel an der Universität der Künste Berlin und war bereits während des Studiums am Deutschen Theater Berlin, am Maxim Gorki Theater Berlin sowie am bat – Studiotheater Berlin zu sehen. Darauf folgten Festengagements in Neuss und Kaiserslautern, wo er unter anderem als Bassanio in Kaufmann von Venedig, Andrea Sarti in Galileo Galilei, Moritz Stiefel in Frühlings Erwachen, Rupprecht im Zerbrochnen Krug und als Don Carlos zu sehen war. Seit der Spielzeit 2016/17 arbeitet er freischaffend und spielte seitdem unter anderem am alten Schauspielhaus Stuttgart, am Hans Otto Theater Potsdam, am Theater Lüneburg und in Film und Fernsehen.

## Filmografie (Auswahl)
- 2021: Neben der Spur – Die andere Frau
- 2021: Notruf Hafenkante – Zersplittert